# Tisobarica ancyrota
Tisobarica ancyrota är en fjärilsart som beskrevs av Edward Meyrick 1884. Tisobarica ancyrota ingår i släktet Tisobarica och familjen praktmalar, Oecophoridae. Inga underarter finns listade i Catalogue of Life.